# Kostel Nejsvětější Trojice (Mešno)
Kostel Nejsvětější Trojice je římskokatolický kostel v Mešně. Od roku 2004 je chráněn jako kulturní památka, a to jako ukázka čistého pseudoslohu z počátku 20. století i jako doklad činnosti významného architekta Arnošta Živného v regionu na pomezí okresů Rokycany a Plzeň-jih.

## Historie

### Gotický kostel od 14. do 18. století
V obci Mešno stával gotický kostel už ve 14. století, přesnější doba založení ale není známa. Patrony kostela bývali místní vladykové. První zmínka o farním kostele v Mešně je z roku 1352, kdy patronátní právo vykonával Bohuslav ze Švamberka. Dalšími doloženými patrony kostela byli bratři Jaroslav a Sezan z Hamberka v roce 1395, po nich pan Bušek z Kornatic, v roce 1422 bratři Jan a Zbyněk z Hamberka a po jejich smrti Čičovec z Čičova.
Za husitských válek neměl kostel kněze a byl příslušný k rožmitálské farnosti. Od roku 1550 náležela obec k mirošovskému panství, jež bylo v držení rytířů z Gryspeku. V roce 1623 bylo v rámci pobělohorských konfiskací mirošovské zboží zabaveno a prodáno Adamu Vratislavu z Mitrovic. Farnost tak byla spojena se spálenopoříčskou farností.

### Barokní kostel od 18. do 19. století
V letech 1737 nebo 1738 byl kostel zásadně barokně přestavěn a spolu s farou vystavěnou v roce 1710 se stal farním kostelem pro novou farnost, která byla vyčleněna ze spálenopoříčské. Zahrnovala Mešno, Kakejcov, Kornatice, Nevid, Příkosice a část Lipnice. V roce 1749 přešlo Mešno i s kostelem koupí v majetek pražské svatovítské kapituly. V roce 1898 barokní kostel vyhořel, byl zbořen a na jeho místě byl svatovítskou kapitulou postaven kostel nový.

### Novogotický kostel z 20. století
Nový výstavný kostel v novogotickém slohu byl postaven na počátku 20. století. 15. září 1901 byl položen základní kámen, který posvětil biskup František Krásl a už o rok později, dne 9. listopadu 1902, byl dokončený kostel vysvěcen, pražským arcibiskupem kardinálem Lvem Skrbenským. Kostel projektoval Arnošt Živný (1841–1913), známý jako ředitel dostavby chrámu svatého Víta. V roce 2015 získala kostel obec Mešno převodem z majetku církve.

## Stavební podoba
Kostel je jednolodní stavba postavená z bílých cihel v puristickém novogotickém slohu. Skládá se z lodi obdélníkového půdorysu s na východě navazujícím užším presbytářem ukončeným třemi stranami pravidelného osmiúhelníku. Presbytář je zaklenut žebrovou klenbou; loď má kazetový dřevěný strop. Na západě je k fasádě lodi přistavena věž čtvercového půdorysu, rozčleněná na pět výškových pater. Pro přístup na věž slouží čtvercový schodišťový přístavek, který se nachází mezi jižní stranou věže a západní stěnou lodi. Na jižní straně presbytáře se nachází sakristie obdélníkového půdorysu a na severní straně je přisazena čtvercová kaple.
Kotel je situován nedaleko severozápadního okraje obce, uprostřed vodorovného pozemku, jenž původně sloužil jako místní hřbitov a na který z jihu navazuje strmější svah. Z původní ohradní zdí zůstal zachován pouze segment na jižní straně s osazeným pískovcovým památkově chráněným smírčím křížem.

## Interiér kostela
Původní vnitřní vybavení kostela z počátku 20. století je, stejně jako vnější podoba kostela, ukázkou puristického novogotického stylu. Cenná jsou především tři vitrážová okna namalovaná již v roce 1863 malířem Janem Zachariášem Quastem, a to původně pro Císařskou kapli katedrály svatého Víta v Praze. Na oknech je vyobrazen císař Karel IV. a jeho manželka Eliška Pomořanská. Okna byla v roce 1901 ze svatovítské katedrály odstraněna a přenesena do nově stavěného mešenského kostela.
Původní věžní hodiny s ručním natahováním od firmy Halcknecht sloužily věži kostela od roku 1902. V roce 1989 byly neodborně upraveny na elektrický pohon a v roce 1999 nahrazeny novými elektrickými hodinami od firmy Moulis.

## Galerie

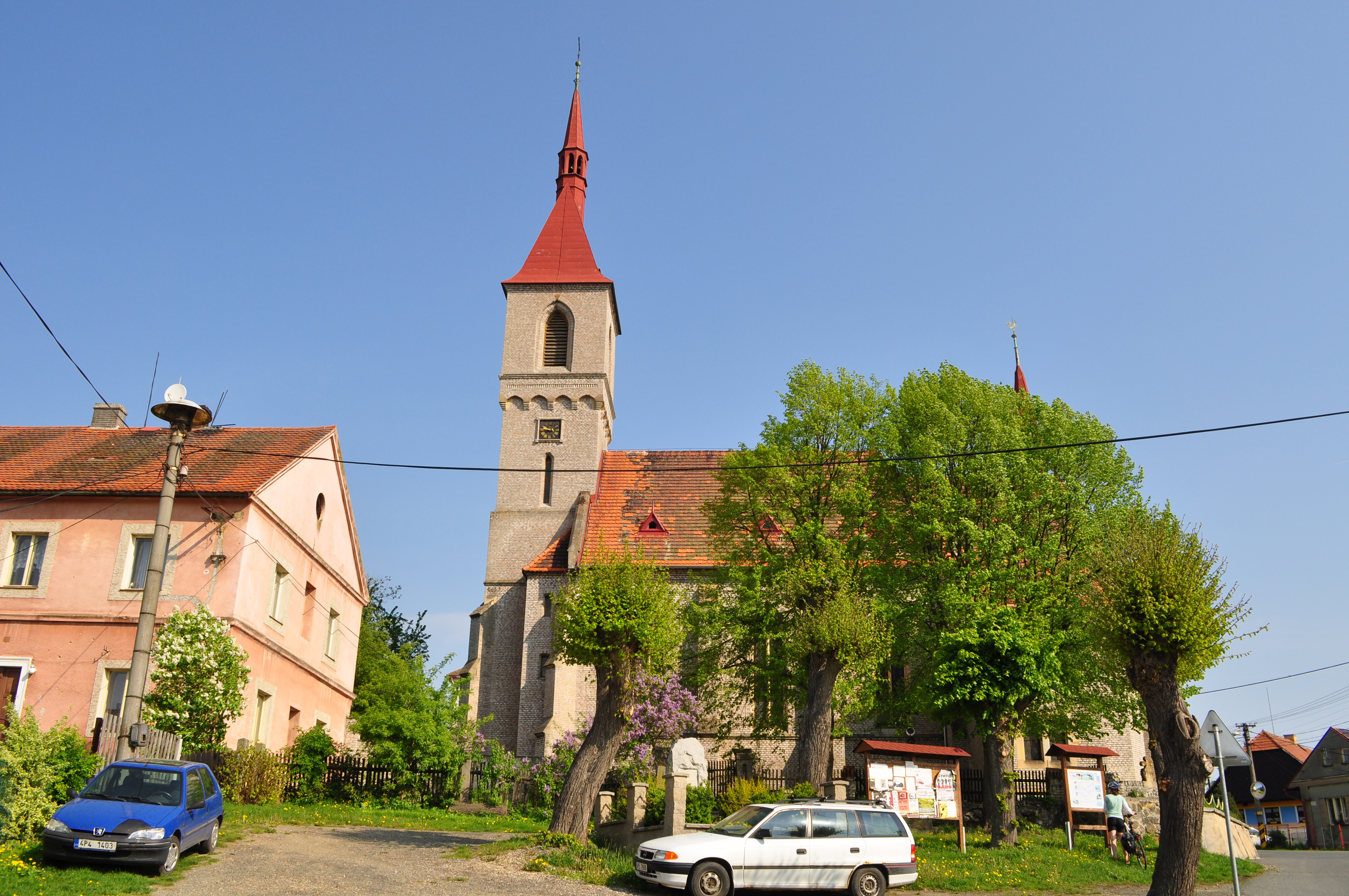
Celkový pohled na kostel od jihu
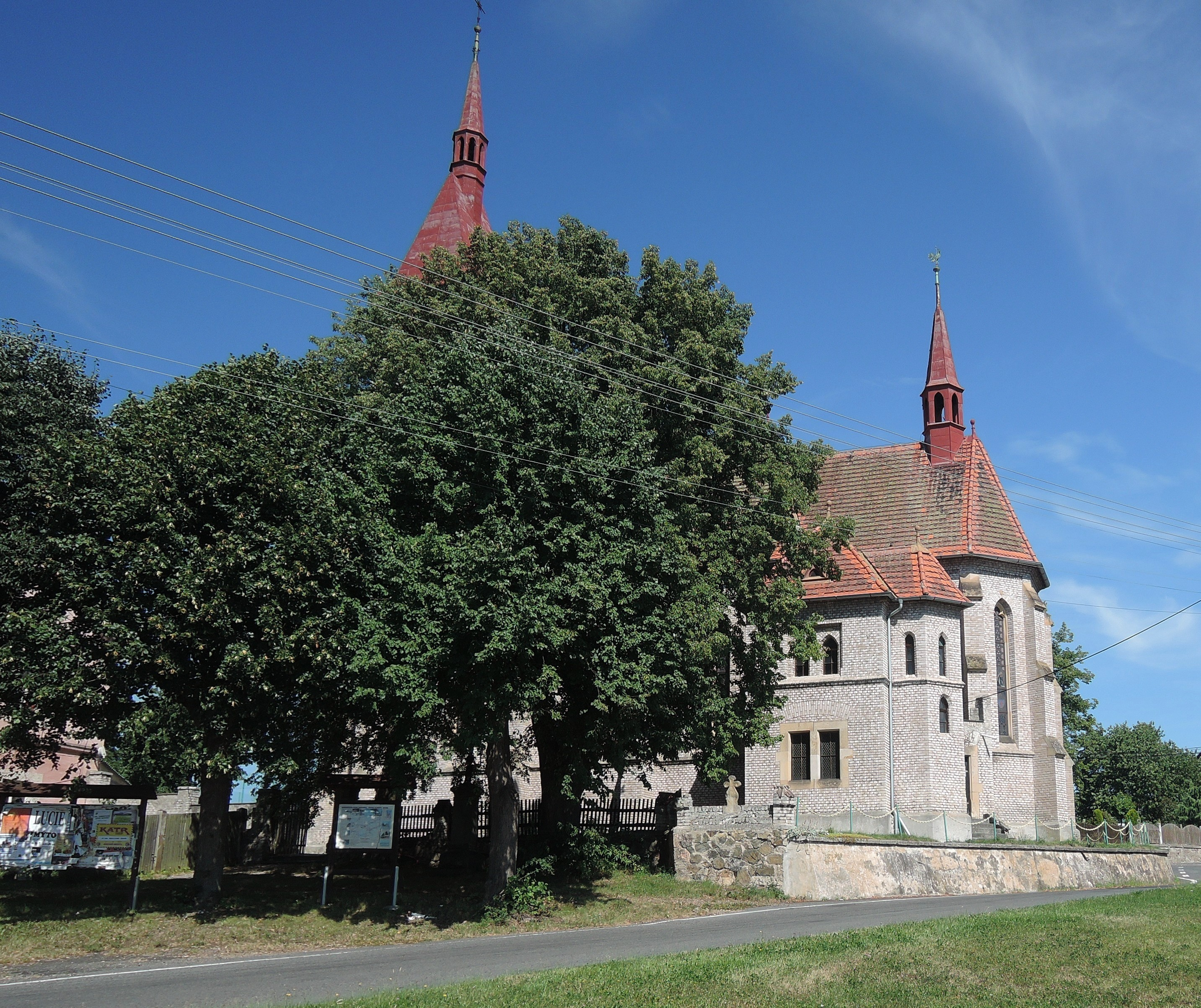
Pohled na kněžiště kostela od jihu
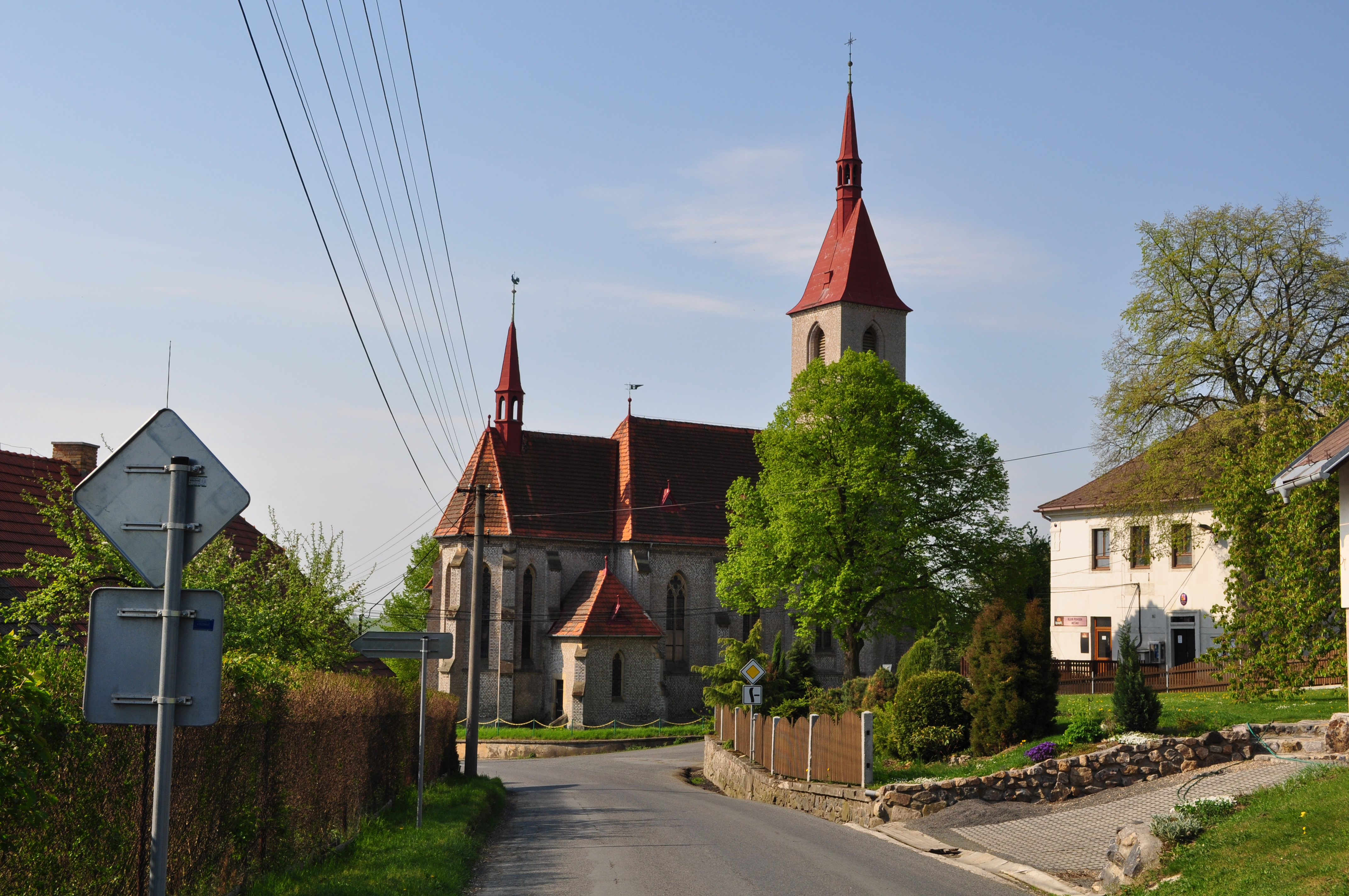
Celkový pohled na kostel od severu
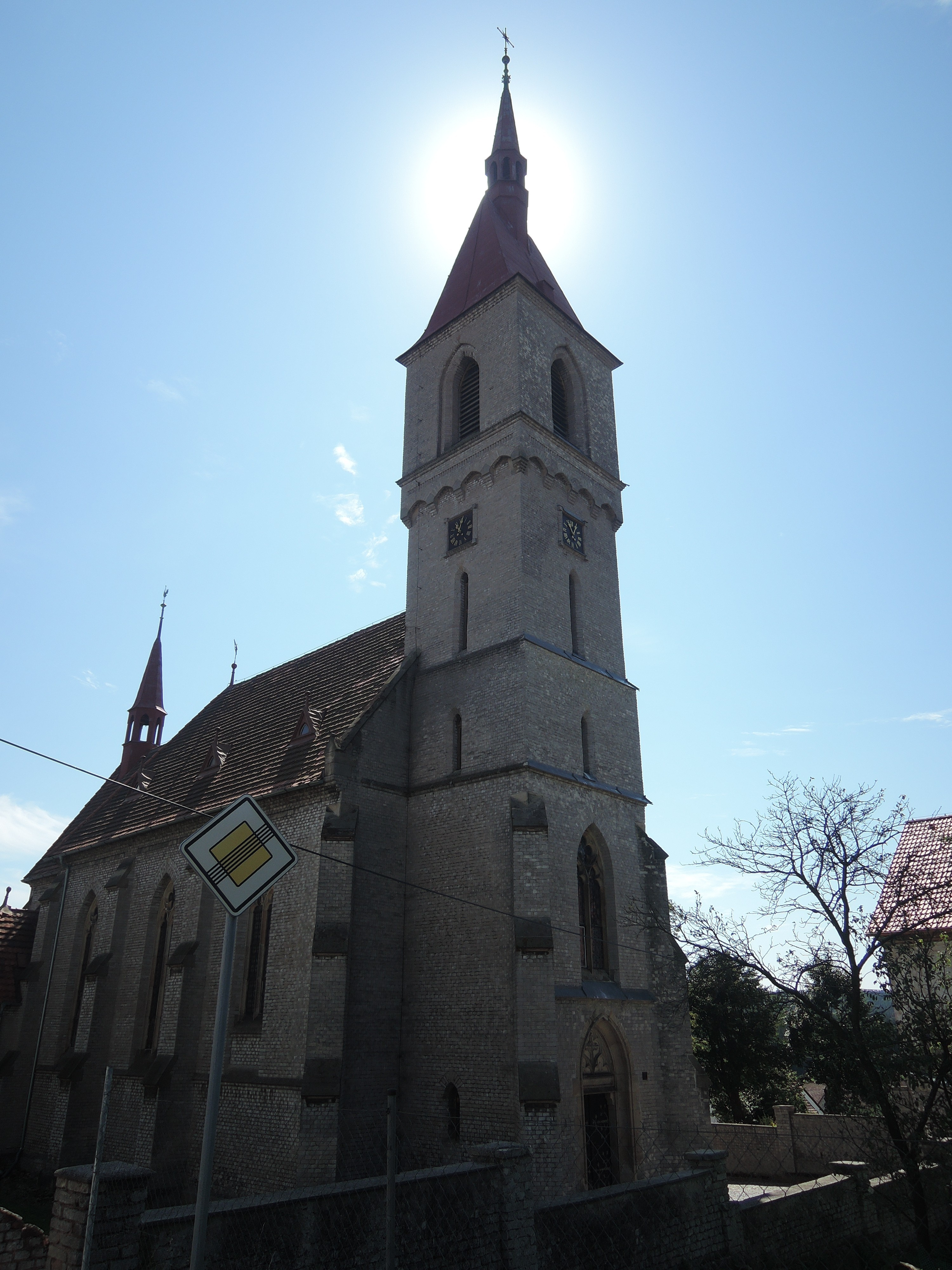
Pohled od severozápadu na věž a západní průčelí
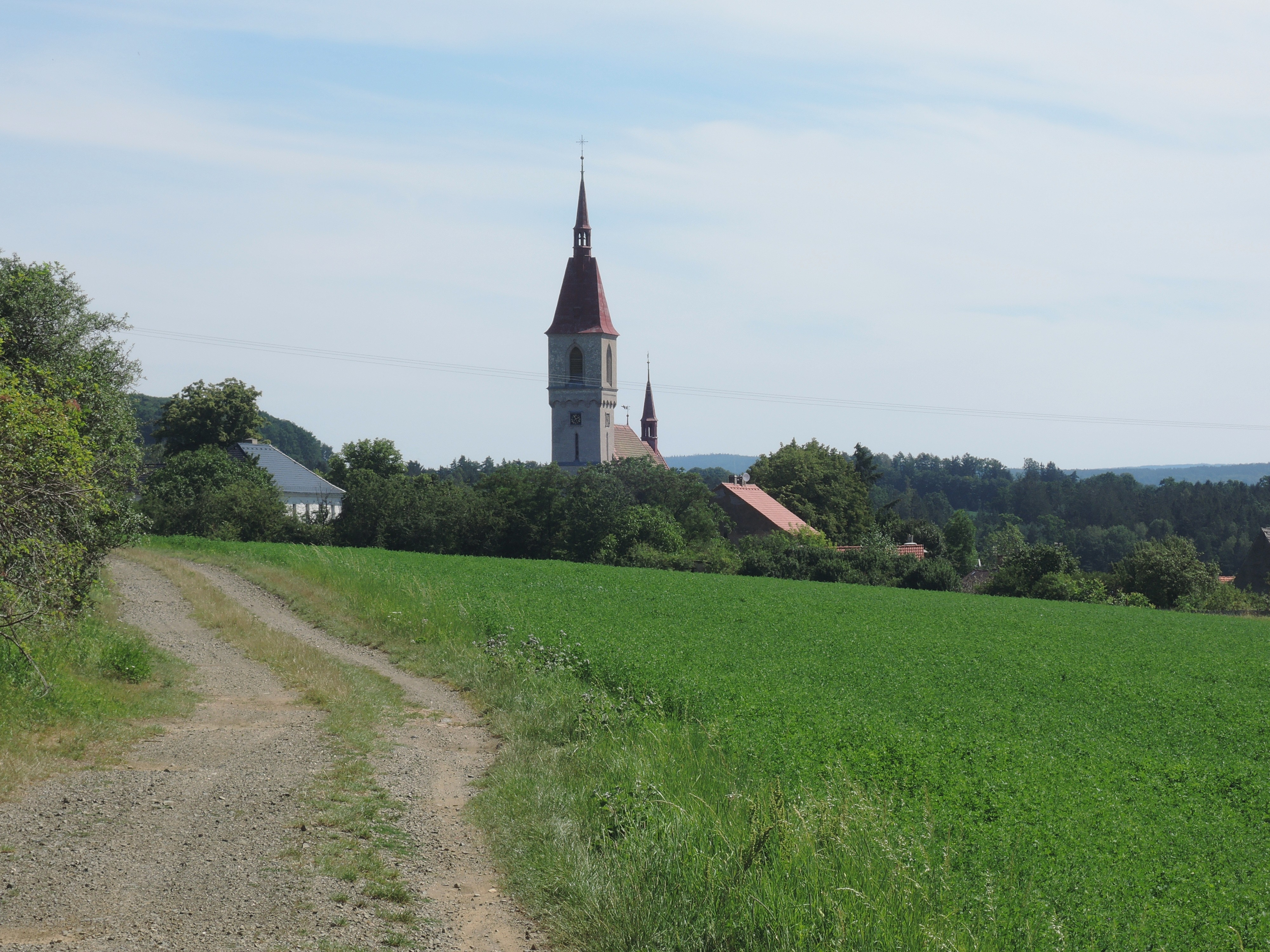
Pohled z dálky od západu na věž kostela západní průčelí
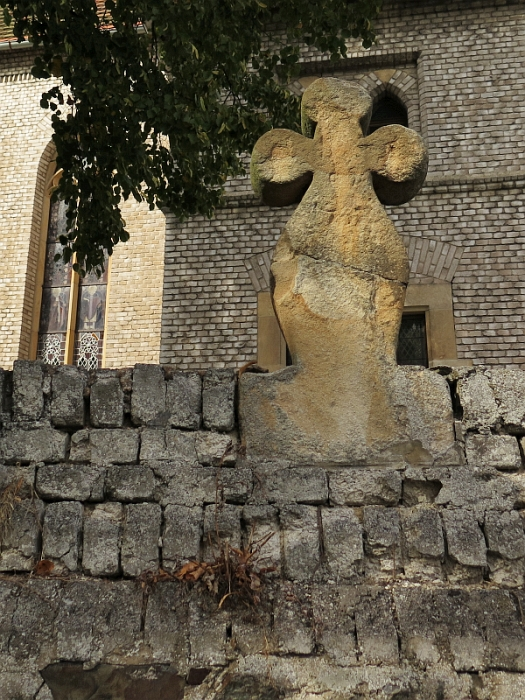
Smírčí kříž v ohradní zdi kostela